# Битва у реки Гауя
Битва у реки Гауя (польск. Bitwa nad Gawią) или Сражение при Дюнамюнде (швед. Slaget vid Dünamünde) — сражение польско-шведской войны 1600—1611 годов, произошедшее 6 октября 1609 года.

## Предыстория
Когда в сентябре 1609 года гетман великий литовский Ян Кароль Ходкевич из-под Пернау двинулся с 2500 солдатами на Дюнамюнде, то за ним последовала 5-тысячная шведская армия под командованием Иоахима Фридриха фон Мансфельда.
29 сентября польские войска, которым давно не платили жалования, остановились, отказавшись идти дальше, однако прибытие 2 октября армии Мансфельда заставило их вновь подчиниться Ходкевичу. Ходкевич, чтобы без помех заняться взятием Дюнамюнде, решил сначала разгромить Мансфельда, но тот несколько дней уклонялся от битвы.

## Ход сражения
Чтобы заставить Мансфельда принять бой, ему была подготовлена ловушка. На берегу реки Гауя Ходкевич разместил в лагере обоз с небольшой охраной, а сам со своей армией укрылся в близлежащем лесу. Не в силах устоять перед искушением, шведы 6 октября атаковали слабозащищённый польский лагерь. Ходкевич отправил в атаку полк под командованием Томаша Домбровы, и его кавалерия разгромила шведскую армию.

## Результаты
В письме Льву Сапеге гетман оценил шведские потери в 100 пленных и несколько сот убитых. Эта победа позволила полякам взять Дюнамюнде.